# Basilica di San Babila
(iscrizione sopra il portale centrale)
La basilica collegiata prepositurale di San Babila, conosciuta più semplicemente come San Babila, è un luogo di culto cattolico situato nell'omonima piazza di Milano, alla confluenza di Corso Giacomo Matteotti, corso Vittorio Emanuele II, corso Europa, corso Monforte e corso Venezia.

## Storia

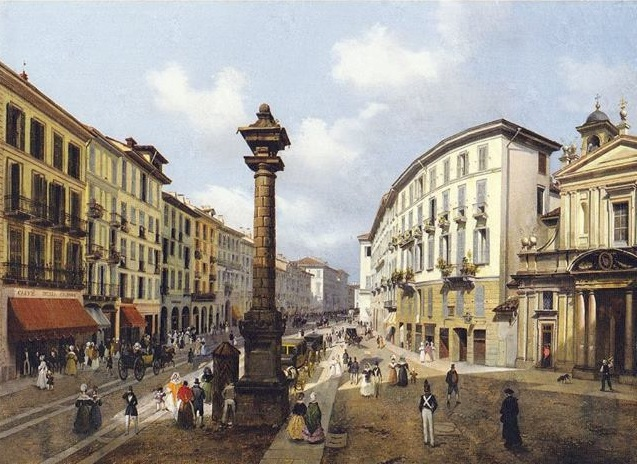
Corso Venezia da piazza San Babila a Milano su un dipinto del 1850 di Luigi Premazzi. Sulla destra si scorge la basilica di San Babila prima delle modifiche del XIX e del XX secolo, mentre la colonna che si vede al centro è stata spostata verso la chiesa durante i lavori di costruzione della metropolitana nel 1959

San Babila fu il tredicesimo vescovo di Antiochia, successo a Zebennos probabilmente nell'anno 238. Morì martire sotto l'imperatore Decio nel 250, punito per il delitto di lesa maestà: aveva osato giustamente impedire all'imperatore Filippo, omicida, l'ingresso nel tempio. Insieme a san Babila morirono tre fanciulli: Urbano, Prilidiano ed Epolonio, figli di Teodula che li aveva affidati a Babila per educarli nella fede cristiana
.
Il culto di san Babila, assai diffuso in Oriente, arrivò ben presto anche in Occidente, soprattutto in Francia, in Svizzera e in Spagna. In Italia è venerato, oltre che a Milano, anche a Cremona e Firenze come protettore della purezza e castità sacerdotale.
Gli storici dell'arte e dell'architettura lombarda hanno accertato che la costruzione della basilica risale agli ultimi decenni del secolo XI, sorta nei pressi delle allora mura della città. L'esistenza della chiesa è infatti attestata da un documento del 1099. Secondo la tradizione l'edificio fu eretto sulle vestigia del Concilium Sanctorum (Concilio dei santi), primitiva residenza del clero missionario orientale, sorto nel secolo VII sulle rovine di un tempio pagano dedicato al dio Sole.
Nel corso dei secoli, la basilica di San Babila fu oggetto di svariate modifiche architettoniche, come il rifacimento della facciata in epoca barocca. Nel 1826 le pessime condizioni ne suggerirono ad alcuni il progetto di demolirla. Tuttavia, tali progetti non si concretizzarono, anzi, tra il 1881 e il 1890 l'architetto Paolo Cesa Bianchi compì il restauro della basilica, riportandola alle forme originarie con l'aggiunta della facciata neoromanica, completata nel 1905 dall'architetto Cesare Nava (cfr. la chiesa del Santo Sepolcro).
Il campanile, crollato nel 1575, fu riedificato nel 1821 in stile barocco e rivestito in stile neoromanico nel 1927.
La basilica di San Babila è inserita nella storia profana e religiosa di Milano, ad essa sono legati il movimento civico del libero Comune e quello religioso della Pataria. Presso la basilica hanno avuto origine, con il concorso dei suoi Canonici, le gloriose «Cinque Giornate di Milano»: da qui i cittadini mossero verso il Palazzo del Governo in Corso Monforte (attuale sede della Prefettura) per ottenere la costituzione della guardia civica. La barricata di San Babila fu una delle più attive e la vicina Porta Orientale fu la prima sulla quale fu issata la bandiera tricolore.

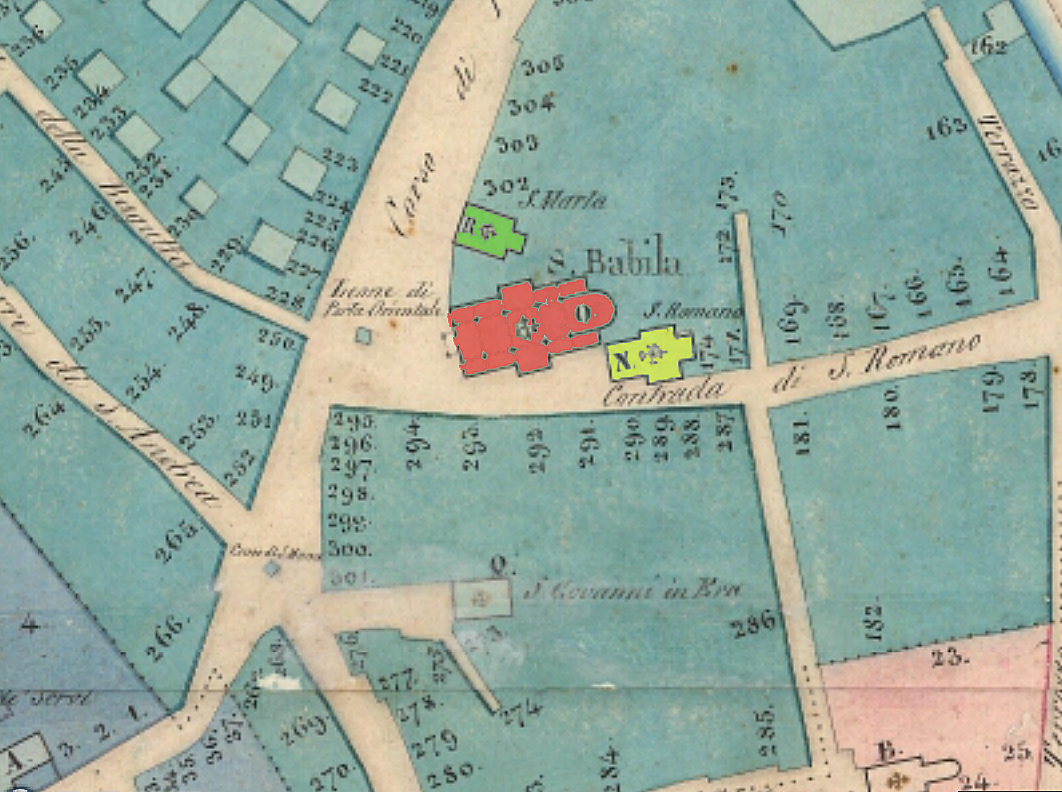
La chiesa nel catasto del 1751
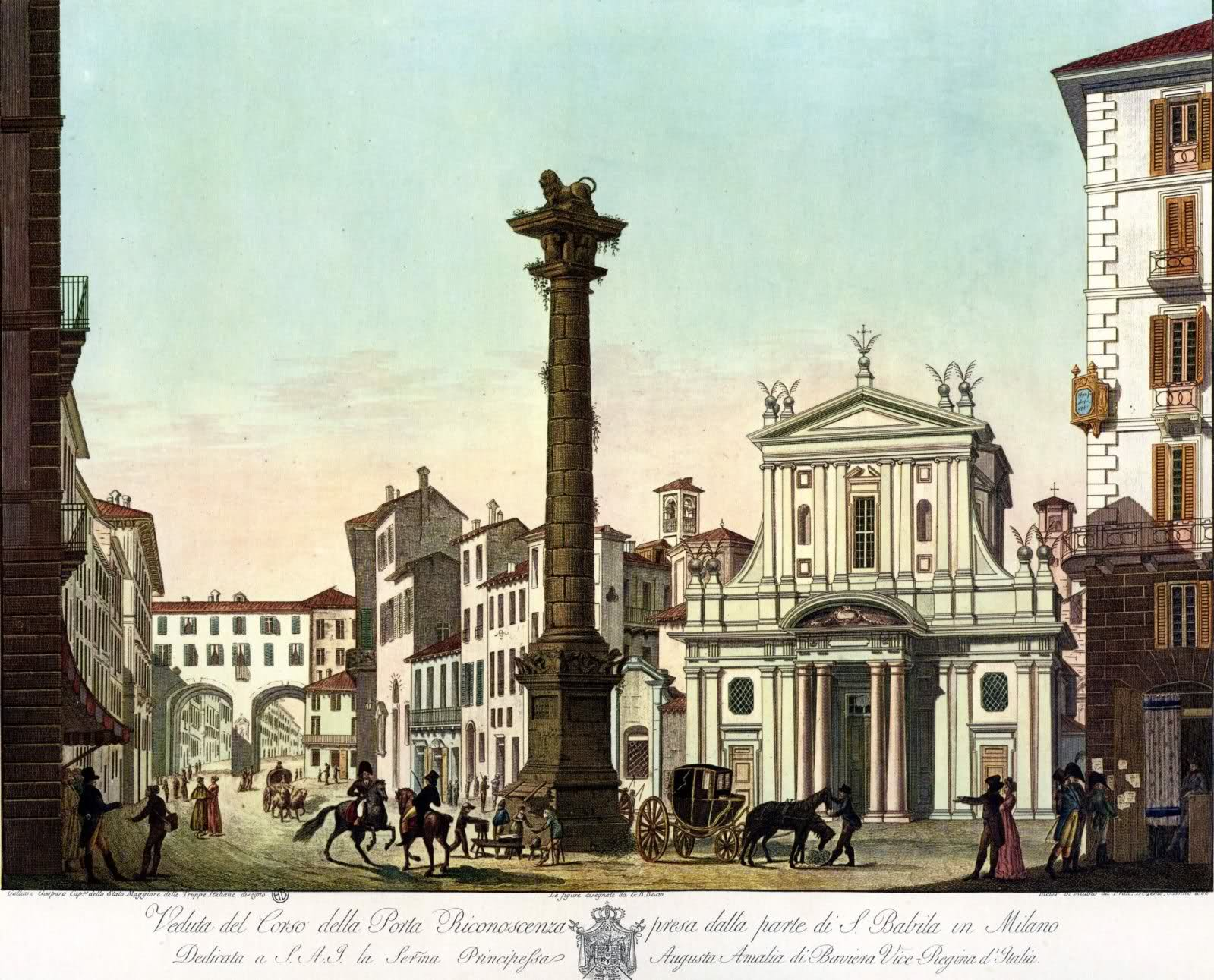
La chiesa e la piazza nel 1808
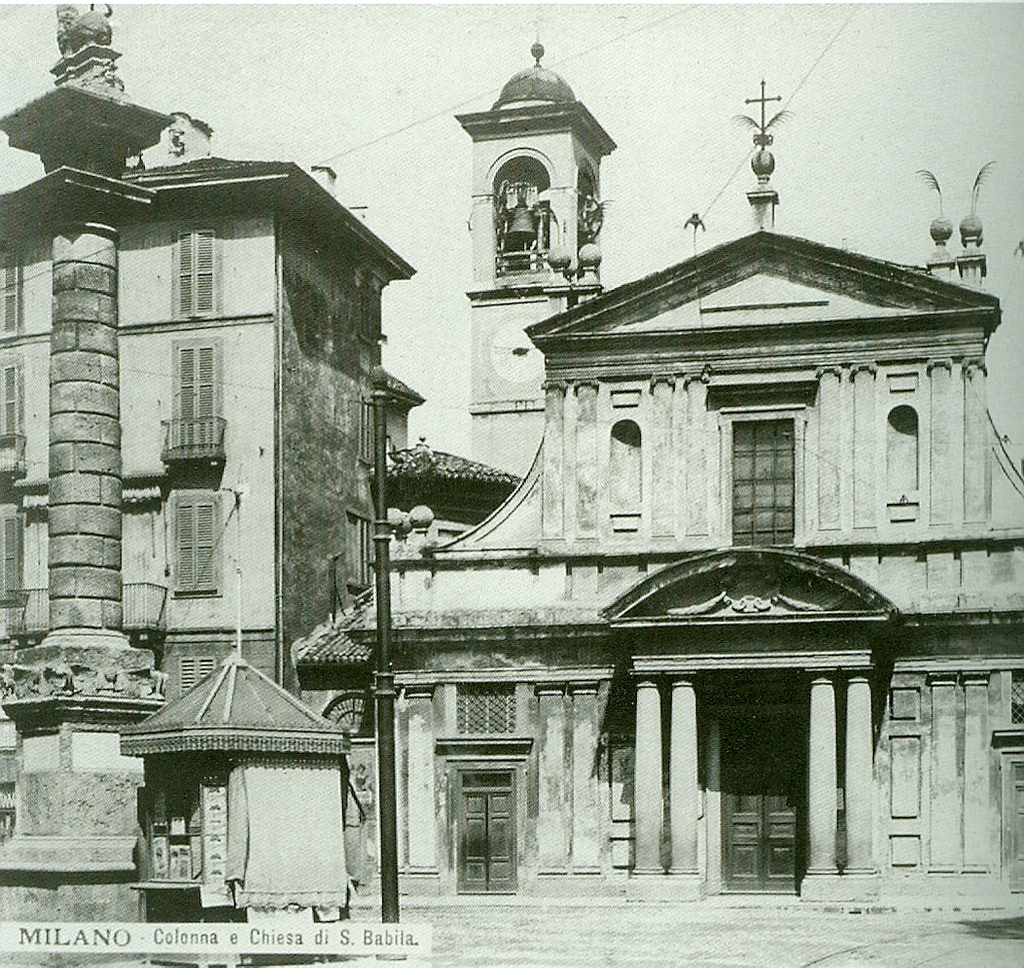
La chiesa con la facciata secentesca
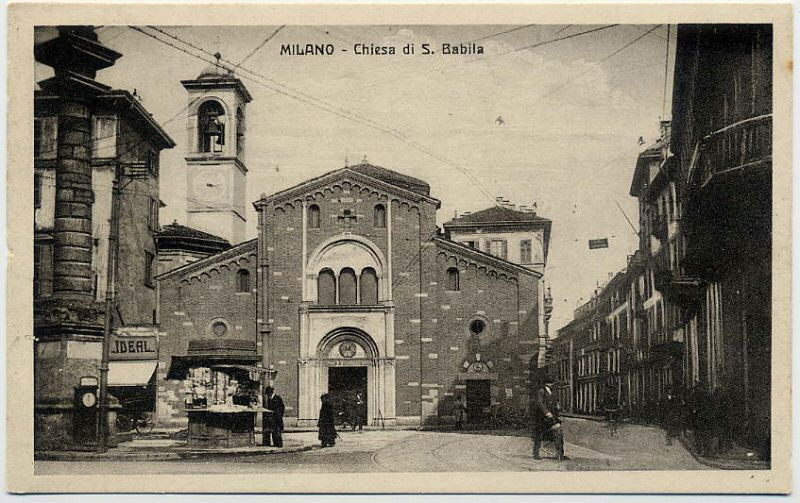
La chiesa e la piazza, anni venti del XX secolo

## Descrizione

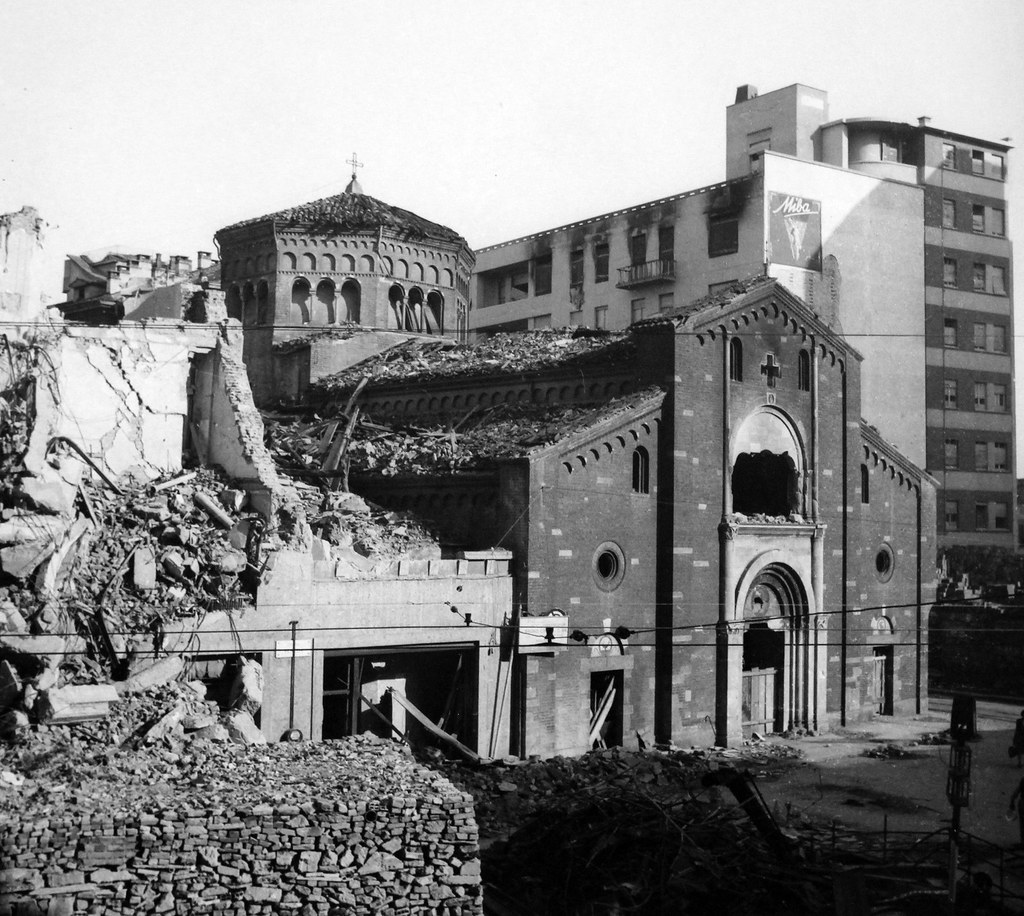
Condizioni della chiesa dopo aver subito i bombardamenti nella seconda guerra mondiale

Della costruzione originale non rimane praticamente nulla. L'attuale edificio, infatti, è il risultato di notevoli trasformazioni architettoniche operate nel corso del tempo, in particolare tra la seconda metà del secolo XIX e la prima metà del secolo XX. I bombardamenti aerei subiti durante la seconda guerra mondiale provocarono ulteriori distruzioni, tra cui quella del campanile, e danni alla facciata.

### Esterno
La facciata della basilica, ricomposta in stile neoromanico, è della tipologia a salienti, con falde decorate da archetti pensili sotto i cornicioni e tre lesene in corrispondenza delle tre navate. I tre portali sono arricchiti da lunette a tutto sesto musive. Nella lunetta centrale è raffigurato, su sfondo dorato, Cristo benedicente con il libro dei Vangeli. Il portale centrale è sormontato da una grande trifora con capitelli scolpiti; sopra di essa, una finestra a forma di croce greca e due monofore a tutto sesto.
In posizione arretrata si eleva il campanile, costituito da un'alta torre a pianta quadrangolare con tre ordini di finestre: monofore al livello inferiore, bifore al livello mediano e trifore al livello superiore. Il coronamento è in cotto.

### Interno

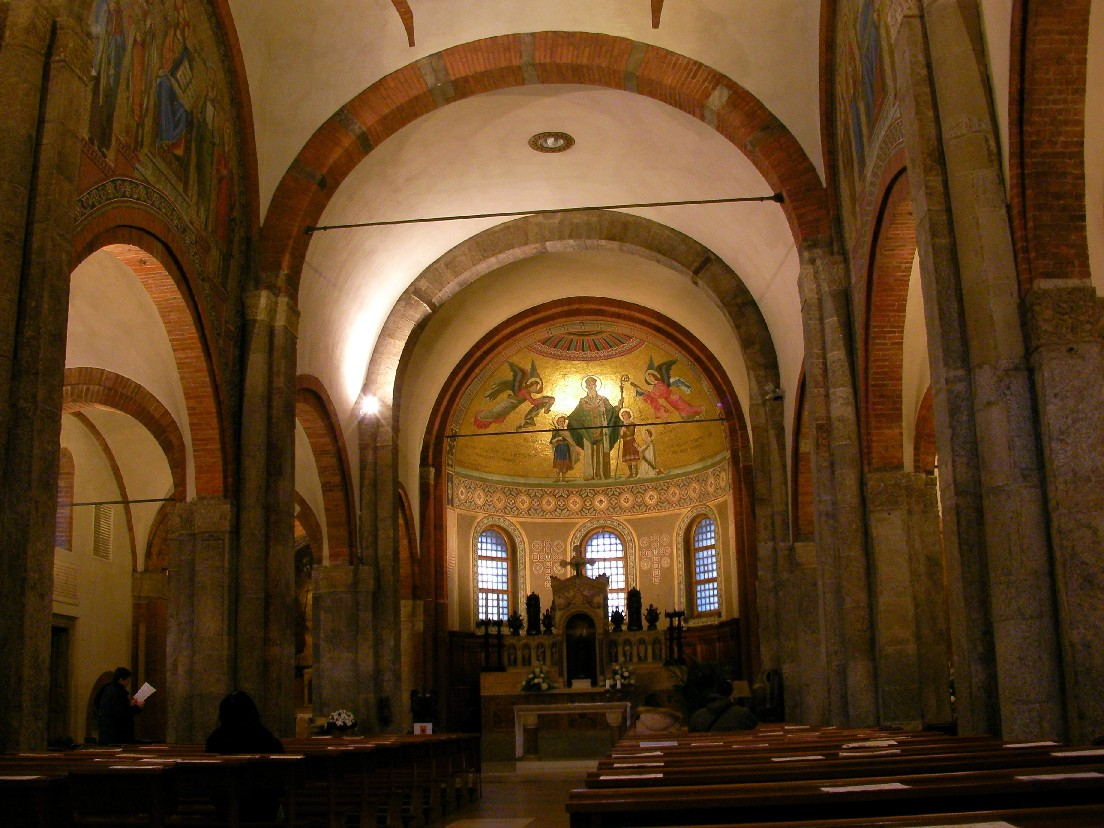
Interno

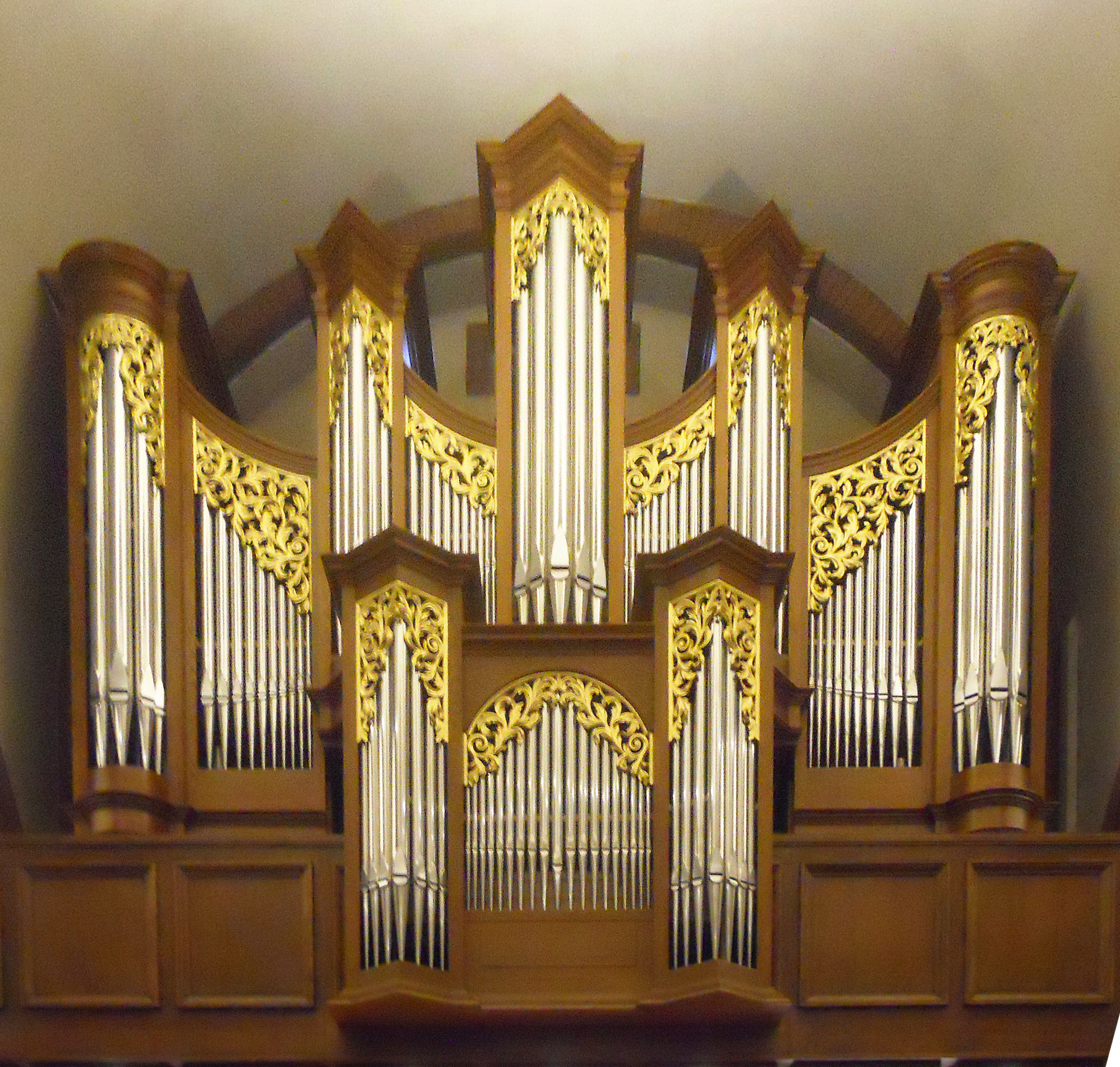
Organo a canne

L'interno della basilica, il cui assetto è da ricondurre ai restauri successivi al 1926, è costituito da tre navate separate da pilastri con semicolonne, sormontate da volte a crociera (navata centrale) e volte a botte (navate laterali). A loro volta, le navate si compongono di quattro campate, di cui la prima è il frutto di un rifacimento completo. Tra la navata centrale e il presbiterio si eleva il tiburio ottagonale, aggiunto in un'epoca più tarda rispetto alla struttura originaria.
Di notevole valore artistico sono i capitelli originali del secolo XI, che presentano forti somiglianze con quelli della basilica di Sant'Ambrogio.
Lapidi cinque-seicentesche collocate sulla parete destra all'ingresso della basilica.
Il mosaico del catino absidale, raffigurante San Babila ed i tre fanciulli con lui martirizzati, fu realizzato nel 1890 da Luigi Cavenaghi. Le lunette fra gli archi laterali e la cupola, decorate con le figure del Redentore e della Vergine circondati da vari Santi, sono mosaici sovrapposti nel 1929 agli affreschi originali del medesimo autore.
Nella cappella laterale destra, edificata nel 1500 per la custodia del Santissimo Sacramento, è attualmente conservata una pala d'altare raffigurante San Francesco d'Assisi, opera della fine dell'Ottocento di Giuseppe Bertini.
La cappella laterale sinistra, simmetrica alla precedente, risale ai primi decenni del Seicento e conserva una pala d'altare raffigurante San Giuseppe, opera di Ludovico Pogliaghi, celebre autore della porta maggiore del Duomo di Milano.
La seconda cappella laterale sinistra, ricostruita nel 1951, custodisce la pala d'altare dell'Addolorata, opera del pittore Augusto Colombo.
L'attuale battistero, edificato nel 1937 su disegno dell'architetto Alfonso Orombelli, è impreziosito da un'alta pala bronzea raffigurante il battesimo di Gesù Cristo, opera di Fausto Melotti. Di notevole valore artistico è anche il coperchio bronzeo della vasca battesimale, decorato con angeli che reggono la veste in argento poggiante su un blocco di quarzo.
All'interno della basilica vi è un organo a canne Zanin, realizzato completamente con sistema di trasmissione meccanico. Lo strumento, ispirato agli organi barocchi tedeschi, viene usato per le liturgie e per concerti.